# 刘劭 (三国)
劉劭（2世纪—240年代），字孔才，廣平邯鄲（今河北省邯鄲市）人，西汉赵敬肃王刘彭祖之子阴城思侯刘苍的十一世孫，生於漢靈帝建寧年間（168年-172年），卒於魏齊王正始年間（240年-249年）。

## 生平
漢獻帝時入仕，初為廣平吏，歷官太子舍人、秘書郎等。曹魏时曾擔任尚書郎、散騎侍郎、陳留太守等。後曾受爵關內侯，死後則追贈光祿勳。
劉劭學問詳博，通覽群書，曾經執經講學。編有類書《皇覽》，參與制定《新律》。著有《樂論》、〈許都賦〉、〈洛都賦〉等。著作多已亡佚，目前僅見《人物志》、《趙都賦》、《上都官考課疏》。
陳壽評價：刘劭该览学籍，文质周洽。

## 子
- 刘琳，嗣爵關內侯

## 逸聞
據說其死後成仙，為泰山公，后叛北帝被討滅。

## 延伸阅读
[在维基数据编辑]
 在维基文库阅读此作者作品
 《三國志·卷21》，出自陳壽《三國志》